# Samick
Samick é um dos maiores fabricantes de instrumentos musicais do mundo, com base na Coreia do Sul. O nome se refere à Samick Music Corporation, que engloba vários fabricantes de pianos, guitarras e outros instrumentos. A companhia iniciou suas atividades como Samick Pianos em 1958, fabricando pianos vendidos sob a marca Samick.
Em 1992 a Samick construiu sua fábrica em Cilesungi, perto de Bogor, Indonésia. Esta fábrica é a responsável pela fabricação da maioria dos instrumentos vendidos pela marca.
As operações da empresa nos Estados Unidos são realizadas pela sede construída em 2007 em Gallatin, Tennessee. O prédio ocupa uma área de quase 20.000 m² e é responsável por todas as atividades administrativas no mercado estadunidense, sendo também o centro de distribuição de instrumentos. Em 2008 a instalação começou também a fabricar pequenos pianos acústicos, vendidos sob a marca Knabe.
Posteriormente, em 2011, a empresa adquiriu 40% das ações da Steinway & Sons.
Os pianos Samick, bem como de suas marcas associadas, são representadas no Brasil exclusivamente pela Gluck Pianos.